# Triệu Trung (xã)
Triệu Trung là một xã thuộc huyện Triệu Phong, tỉnh Quảng Trị, Việt Nam.

## Hành chính
Xã Triệu Trung được chia thành 4 thôn: Đạo Trung, Ngô Xá Đông, Ngô Xá Thanh Lê, Xuân Tam Mỹ.